# Ilham Alijev
Ilham Alijev (ázerbájdžánsky İlham Heydər oğlu Əliyev, rusky Ильхам Гейдарович Алиев – Ilcham Gejdarovič Alijev; * 24. prosince 1961, Baku) je ázerbájdžánský politik, prezident Ázerbájdžánu od 31. října 2003.

## Život
Ilham Alijev vystudoval dějiny a mezinárodní vztahy v Moskvě, poté v letech 1985 až 1990 tamtéž přednášel. V letech 1991 až 1994 se věnoval podnikání. Jeho otec Hejdar Alijev, který byl dlouholetým prvním tajemníkem Komunistické strany Ázerbájdžánu a od roku 1993 prezidentem země, mu zařídil řadu protekčních funkcí. Ilham Alijev byl postupem času jmenován viceprezidentem státní ropné společnosti, předsedou ázerbájdžánského olympijského výboru a zvolen poslancem. Nedlouho před prezidentskými volbami ho 4. srpna 2003 těžce nemocný Hejdar Alijev jmenoval předsedou vlády.

## Prezidentem

### První funkční období (2003–2008)

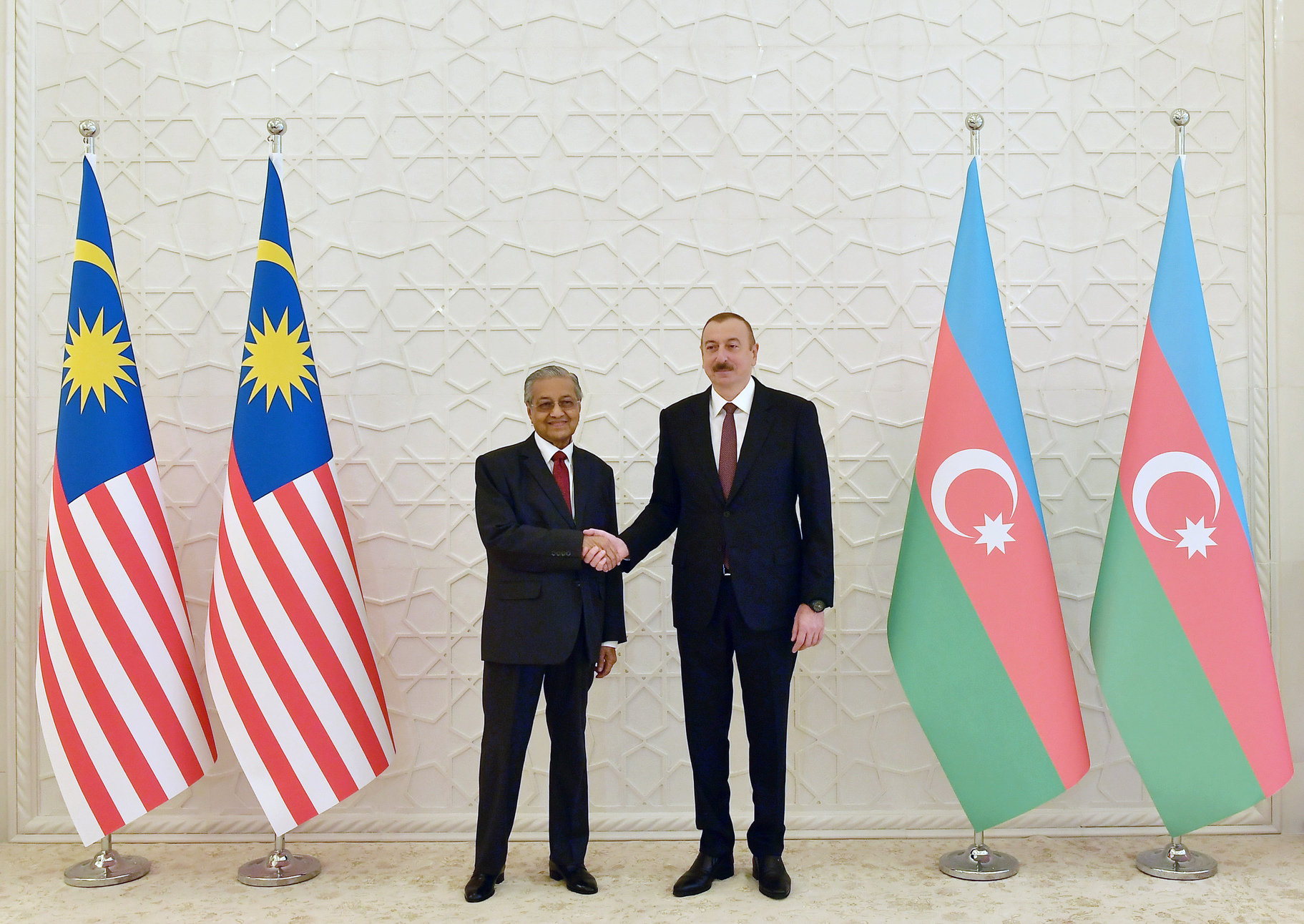
Ilham Alijev a Předseda vlády Malajsie Mahathir Mohamad (26. října 2019)

Ve volbách 15. října 2003 byl Ilham Alijev zvolen prezidentem Ázerbájdžánské republiky ziskem 77,97 % hlasů (demokratičnost voleb byla zpochybňována jak opozicí, tak zahraničím tiskem).

### Druhé funkční období (2008–2013)
Prezidentské volby 15. října 2008 vyhrál podle oficiálních výsledků s 89 % všech hlasů při účasti 77 % voličů. Ale šest hlavních opozičních stran bojkotovalo volby, které podle nich byly zmanipulované a nedemokratické. Také zpráva OBSE kritizovala ázerbájdžánskou vládu za mnohá porušování volebních praktik, např. opozice měla zakázáno pořádat předvolební shromáždění.

### Třetí funkční období (2013–2018)
Podruhé byl zvolen v prezidentských volbách konaných 9. října 2013, když získal 85 % hlasů. Pozorovatelská mise OBSE označila tyto volby za nedemokratické.

#### Prodloužení funkčního období
Na základě referenda ze září 2016 bylo prodlouženo funkční období prezidenta z pěti na sedm let a současně vznikla funkce viceprezidenta Ázerbájdžánu, kterým byla v únoru 2017 jmenována manželka prezidenta Mehriban Alijevová.

### Čtvrté funkční období (2018–2024)
První prezidentské volby po prodloužení funkčního období hlavy státu se měly původně konat 17. října 2018, v únoru téhož roku však sám prezident rozhodl o tom, že se volby uskuteční již 11. dubna. I kvůli bojkotu voleb opozičními stranami byl Alijev jasným favoritem, podle prvních odhadů získal téměř 83 % hlasů. Dle oficiálních výsledků vyhrál dokonce s více než 86% ziskem. OBSE však volby označila za nedostatečně transparentní, jelikož docházelo k porušování volebních procedur a hlasovacím podvodům v podobě záměrných falzifikací.
Roku 2020 dovedl Ázerbájdžán k vítězství v Druhé válce o Náhorní Karabach, kdy ázerbájdžánské síly dobyly většinu území do té doby pod kontrolou Arménie.

### Páté funkční období (od roku 2024)
V únoru 2024 Alijev zvítězil v prezidentských volbách, které opozice bojkotovala a označovala je za „frašku". Prezident Alijev spolu se svou celou rodinou volil z Chankendi, aby symbolizoval návrat Náhorního Karabachu pod ázerbájdžánskou suverenitu.

## Osobní život
Jeho ženou je Mehriban Alijevová, mají 3 děti: Lejlu, Arzu a Hejdara. Má starší sestru Sevil Alijevu.

## Vyznamenání
- Řád cti – Gruzie, 2003[11]
- řetěz Řádu rumunské hvězdy – Rumunsko, 11. října 2004[12]
- Řád krále Abd al-Azíze – Saúdská Arábie, 8. března 2005[12]
- Řád Hejdara Alijeva – Ázerbájdžán, 28. dubna 2005[13]
- velkokříž Řádu čestné legie – Francie, 29. ledna 2007[12]
- velkokříž Řádu za zásluhy Polské republiky – Polsko, 26. února 2008[12][14]
- Řád knížete Jaroslava Moudrého I. třídy – Ukrajina, 22. května 2008[12][15]
- Řád Mubáraka Velikého – Kuvajt, 10. února 2009[12]
- velkokříž s řetězem Řádu tří hvězd – Lotyšsko, 10. února 2009[12][16]
- velkokříž Řádu za věrné služby – Rumunsko, 18. dubna 2011[12]
- Řád Stará planina – Bulharsko, 14. listopadu 2011[12]
- Řád přátelství mezi národy – Bělorusko, 28. srpna 2012[12][17]
- Řád Ismáíla Sámáního – Tádžikistán, 12. července 2012[12][18]
- Vítězný řád svatého Jiří – Gruzie, 2013[19]
- Řád Srbské republiky II. třídy – Srbsko, 2013
- Řád Turecké republiky – Turecko, 12. listopadu 2013[12][20]
- Řád svobody – Ukrajina, 18. listopadu 2013[21]
- velkokříž s řetězem Řádu zásluh o Italskou republiku – Itálie, 12. července 2018[22]
- Řád zlatého orla – Kazachstán, 23. srpna 2022 – udělil prezident Kasym-Žomart Kemeluly Tokajev za zvláštní přínos k posílení a rozvoji dvoustranných politických, hospodářských a kulturních vztahů mezi Kazachstánem a Ázerbájdžánem[23]
- Pamětní medaile 10. výročí hlavního města Astany – Kazachstán